# Rudbārži slott
Rudbārži slott är ett slott i Rudbārži i Skrunda kommun, beläget i den historiska regionen Kurland, i västra Lettland. Slottet uppfördes 1835 av friherrinnan Thea von Fircks. Slottet användes under åren 1962–2017 som grundskola, men till följd av att elevantalet sjönk lades skolan ned.